# John Mintoff
John Mintoff (ur. 23 sierpnia 1988) – maltański piłkarz grający na pozycji pomocnika. Obecnie jest zawodnikiem klubu Sliema Wanderers.

## Kariera piłkarska
Mintoff profesjonalną karierę rozpoczął w maltańskim klubie Sliema Wanderers, w którym − z dwoma rocznymi przerwami na grę w Mqabba FC i Floriana FC − występuje do dziś.

## Kariera reprezentacyjna
Mintoff w reprezentacji Malty zadebiutował 14 sierpnia 2012 roku w towarzyskim meczu z San Marino. Na boisku pojawił się w 86 minucie. Do tej pory rozegrał w niej jedno spotkanie (stan na 11 maja 2013).
| Mecze i gole w reprezentacji | Mecze i gole w reprezentacji | Mecze i gole w reprezentacji | Mecze i gole w reprezentacji | Mecze i gole w reprezentacji | Mecze i gole w reprezentacji | Mecze i gole w reprezentacji |
| #                            | Data                         | Stadion                      | Rywal                        | Wynik                        | Gol                          | Rozgrywki                    |
| 2012                         | 2012                         | 2012                         | 2012                         | 2012                         | 2012                         | 2012                         |
| ---------------------------- | ---------------------------- | ---------------------------- | ---------------------------- | ---------------------------- | ---------------------------- | ---------------------------- |
| 1.                           | 14.08.2012                   | Serravalle, San Marino       | San Marino                   | 3:2                          | 0                            | towarzyski                   |
| 2013                         |                              |                              |                              |                              |                              |                              |
| 2.                           | 14.08.2013                   | Baku, Azerbejdżan            | Azerbejdżan                  | 0:3                          | 0                            | towarzyski                   |
| 3.                           | 10.09.2013                   | Attard, Malta                | Bułgaria                     | 1:2                          | 0                            | El. MŚ 2014                  |
| 4.                           | 11.10.2013                   | Attard, Malta                | Czechy                       | 1:4                          | 0                            | El. MŚ 2014                  |
| 5.                           | 15.10.2013                   | Kopenhaga, Dania             | Dania                        | 0:6                          | 0                            | El. MŚ 2014                  |
| 6.                           | 19.11.2013                   | Attard, Malta                | Wyspy Owcze                  | 3:2                          | 0                            | towarzyski                   |

## Sukcesy
- Puchar Malty: 2009 (Sliema)
- Superpuchar Malty: 2009 (Sliema)